# Eidmanniella pellucida
Eidmanniella pellucida är en insektsart som först beskrevs av Rudow 1869.  Eidmanniella pellucida ingår i släktet Eidmanniella, och familjen spolätare. Arten är reproducerande i Sverige.